# Función de Euler

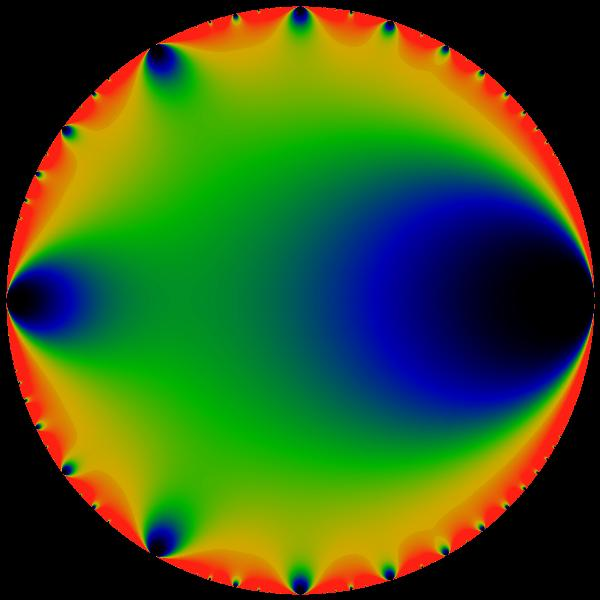
Módulo de phi en el plano complejo, coloreado de tal manera que negro=0, rojo=4.

En matemática, particularmente en teoría de números, la función de Euler está definida por

{\displaystyle \phi (q)=\prod _{k=1}^{\infty }(1-q^{k}).}

Llamada así en honor a Leonhard Euler, es el ejemplo prototipo de q-series, una forma modular, y es uno de los primeros ejemplos de relación entre combinatoria y análisis complejo.

## Propiedades
Los coeficientes p(k) en la serie de Maclaurin para 1/Φ(q) da el número de todas las particiones de k.  Esto es,

{\displaystyle {\frac {1}{\phi (q)}}=\sum _{k=0}^{\infty }p(k)q^{k}}

donde p(k) es la función de partición de k.
El teorema del número pentagonal, descubierto también por Leonhard Euler, está relacionado con la función de Euler de la siguiente manera:

{\displaystyle \phi (q)=\sum _{n=-\infty }^{\infty }(-1)^{n}q^{(3n^{2}-n)/2}.}

Nótese que (3n2-n)/2 es un número pentagonal.
La función de Euler está relacionada con la función eta de Dedekind, mediante la identidad descubierta por Ramanujan:

{\displaystyle \phi (q)=q^{-1/24}\eta (\tau )\,\!}

donde {\displaystyle q=e^{2\pi i\tau }\,}. 
Nótese que ambas funciones tienen la simetría del grupo modular.